# Edith Bouvier Beale
Edith Bouvier Beale (Nova Iorque, 7 de novembro de 1917 – 9 de janeiro de 2002), conhecida como Little Edie, foi uma modelo dos Estados Unidos. De família aristocrática, era prima de Jacqueline Kennedy. Tornou-se conhecida pela participação no documentário Grey Gardens (1975) de Albert e David Maysles, que depois deu origem a um musical na Broadway (2006) e ao filme Grey Gardens (2009).

## Juventude
Como toda mulher rica, estudou nas mais tradicionais escolas dos Estados unidos e em 1936, realizou seu début no Hotel Pierre, fato noticiado em grande reportagem do The New York Times, estampando as melhores fotos do evento.
De educação privilegiada, viveu uma juventude promissora, estudou e formou-se nas mais importantes e tradicionais escolas dos Estados Unidos. Era loira, alta, olhos azuis; sua beleza superarava a de Jacqueline.

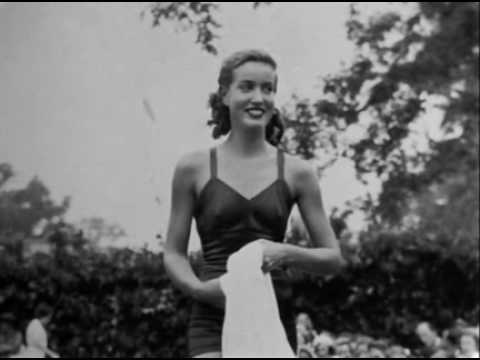
Edith

## Propostas de casamento
Sempre se destacou em viver além de seu tempo, graças às influências de sua mãe, a “Big Edie”. Desejou não se casar, embora tenha tido namorados. Recusou, inclusive, Joe Jr, irmão de John Kennedy, um milionário. Absorvia-lhe o ideal de se tornar atriz e cantora nos famosos musicais de Broadway. Como modelo desfilou em East Hampton pela Macy’s. Deixando a família, foi residir na ala residencial do Hotel Barbizon em New York.

## O divórcio dos pais
Com o divórcio de seus pais, os sonhos de atriz e modelo fracassaram já que sua mãe viu-se obrigada a se submeter a uma pensão do marido, de baixo valor, herdando, porém uma propriedade denominada Grey Gardens, mas não pôde mais sustentá-la. “Littel Edie” voltou para a casa da mãe e dela teve que cuidar e zelar, eis que muito doente e abalada com a situação financeira, até 1977 quando morreu sua mãe, a “Big Edie”, deixando a casa.

## Grey Gardens
Na mansão Grey Gardens, durante todo esse tempo, ambas (“Big Edie” e “Litlle Edie”) permanceram quase em clausuras, não recebendo a sociedade, mesmo porque, sem condições de ostentar as festas que outrora promoviam e pelas dívidas que se acumularam, tornando a mansão um verdadeiro depósito de lixo, gatos e guaxinins, quando conheceram mais a desventura de se alimentarem com as rações que a eles forneciam e tendo sorvetes como complemento alimentar. Há uma fotografia da época, em que se vê Edie Beale (Littel Edie), frente a um monte de latas vazias de comida de gato que foram descartadas e que podiam atingir vários metros de altura. A ruína era completa.
Mas a situação de miséria e pobreza ainda se tornaram maiores com uma série de problemas como a invasão da casa pela vigilância sanitária e a interdição da mesma. A imprensa deu destaque, ligando-as à Jacqueline Kennedy; as manchetes se sucediam negativamente para todos. A prima rica encaminhou-se a Grey Gardens, promovendo uma série de reformas na mansão, recuperando-a por completo, removendo o lixo e fornecendo-lhes alimentos e roupas.

## Documentário (1975)
Os repórteres Albert e David as visitaram, contando a história da mãe e filha, e como chegaram a tal decadência e miséria, através de um documentário (1975), expondo ainda todos os antigos relacionamentos de ambas, suas dependências e conflitos.

## O falecimento da mãe (1977)
Dois anos depois da morte da mãe, “Litlle Edie” vendeu Grey Gardens, sob a condição escriturada de que jamais seria demolida, indo viver em New York, reiniciando a busca de sua carreira interrompida, conseguindo fazer pequenos shows em cabarés.

## Falecimento (2002)
Mudou-se para a Flórida onde faleceu em 2002, aos 84 anos. Little Edie foi encontrada morta em seu apartamento, aparentemente falecida há cinco dias, acredita-se de um acidente vascular cerebral ou um infarto do miocárdio.

## Cultura popular
Depois de morta, entretanto, atingiram mãe e filha, a fama que sonharam. Drew Barrymore e Jessica Lange interpretaram no filme Grey Gardens (2009) a história dessas vidas que foram do glamour ao fracasso total.
Hoje, o documentário dos Maysles é visto e estudado pelos pesquisadores que desejam conhecer uma história de sonhos dessas fantásticas mulheres.

## Literatura e documentário
- My life at Grey Gardens, 13 months and beyond: a true and factual book. Lois Wright (1978) ISBN 0-977-74620-8[8]
- Grey Gardens: From East Hampton to Broadway (2008). Documentário de Albert Maysles sobre os bastidores da criação do musical Grey Gardens[9]
- Edith Bouvier Beale of Grey Gardens: A Life in Pictures. Eva M. Beale and Anne Verlhac (2008) ISBN 2-916-95406-6[10]
- MemoraBEALEia: a private scrapbook about Edie Beale of Grey Gardens, first cousin to first lady Jacqueline Kennedy Onassis. Walter Newkirk (2008) ISBN 1-434-37449-1[11]